# Pavel Konečný
Pavel Konečný (* 23. března 1954 Hranice) je bývalý český organizátor komunity science fiction na Olomoucku, po sametové revoluci československý politik a poslanec Sněmovny lidu Federálního shromáždění za HSD-SMS, později za ODS.

## Biografie
Vystudoval Střední průmyslovou školu strojní Přerov v roce 1973. Působil jako dělník, projektant, dispečer, od roku 1980 jako mistr expedice v závodě Severomoravských cihelen Olomouc. Zajímal se o angloamerickou literaturu a žánr science fiction, který četl už od dětství. V roce 1983 se zúčastnil přednášky Ondřeje Neffa v Olomouci a vstoupil do fandomu sci-fi. V roce 1985 založil SFK Futurum Olomouc, za který pořádal v 80. a 90. letech sci-fi plesy a dny otevřených dveří, hry na motivy knih J. R. R.Tolkiena Hobit 1988 a Pán prstenů 1989, čtyřdenní mezinárodní setkání SF fanoušků Parcon 1989 a další akce. V roce 1987 vydával fanziny Černá skříňka a Informátor a další tiskoviny. Na přelomu 80. a 90. let se účastnil mezinárodních akcí fanoušků sci-fi v Polsku, Maďarsku a v Oděse. V roce 2000 absolvoval distančně bakalářské studium žurnalistiky na UP Olomouc. Působil v Nadaci Hrad Helfštýn. Je rozvedený, působil jako manažer Moravskoslezského dne, teď je OSVČ ve službách.
Ve volbách roku 1990 byl zvolen za HSD-SMS do Sněmovny lidu (volební obvod Severomoravský kraj). Hnutí HSD-SMS na podzim 1990 prošlo rozkolem (hlavním důvodem bylo, že se část vedení přestalo komunikovat s poslanci FS i ČNR, táhlo HSD-SMS k sociální demokracii, vydávali společný list Demokrat a odmítalo kontrolu financí, viz zápisy z klubu FS[zdroj?]). Poslanecký klub se v září 1990 rozpadl na dva samostatné kluby - I a II. Pavel Konečný pak zůstal v původním klubu Hnutí za samosprávnou demokracii - Společnost pro Moravu a Slezsko I, který měl 11 členů. HSD-SMS II mělo jen 6 členů. V roce 1991 byl pak z HSD-SMS vyloučen spolu s ostatními členy klubu FS HSD-SMS I a několika členy klubu ČNR. Od ledna 1992 hlasoval s poslaneckým klubem ODS. Ve Federálním shromáždění setrval do voleb roku 1992. V letech 1993-2002 byl členem zastupitelstva města Olomouce, v letech 1994-1997 předsedou kulturní komise Rady města. Od roku 2006 už není členem žádné politické strany.